# Афра Бен
Афра Бен (англ. Aphra Behn; 10 липня 1640 — 16 квітня 1689) — англійська письменниця, феміністка та шпигунка. Одна з найбільших авторів епохи Реставрації. Вважається першою професійною письменницею в історії Англії. Піонерка фемінізму, відзначена на Поверсі спадщини Джуді Чикаго.

## Життєпис
Відомості про життя Афри Бен досить скупі, суперечливі й не в усьому перевірені. Народилася у селищі Вай поблизу Кентербері (графство Кент) у родині цирюльника Бартолом'ю Джонстона. Події молодості практично невідомі; є непрямі відомості, що Афра отримала католицьке виховання і збиралася стати черницею. 1663 року побувала на англійській цукровій плантації на річці Суринам, де довго спілкувалася з чорношкірим невільником знатного походження, чию історію згодом поклала в основу роману «Оруноко, або Царствений раб» (Oroonoko, or the Royal Slave).
Повернувшись до Англії, одружилася з купцем німецького або голландського походження Йоханом Беном, що жив у Лондоні. Шлюб проіснував лише кілька років, можливо, бувши фіктивним і слугуючи заради зміцнення становища у суспільстві та для маскування бісексуальних нахилів Бен (вона освідчувалася в коханні як чоловікам, так і жінкам, в її творах чимало подібних натяків).
До 1666 року Бен досягла впливу при дворі, виконувала секретні доручення Карла II в Антверпені під час англо-голландської війни; в таємному листуванні користувалася ім'ям Астрея, що стало потім її літературним псевдонімом. Таємна служба не принесла Бен доходу: король постійно затримував плату за шпигунські послуги, так що Бен довелося деякий час провести в борговій в'язниці.
У 1669 році, після того, як невідома особа оплатила її борги, Афра Бен розпочала діяльність професійної письменниці. За сприяння лондонських письменників і драматургів швидко завоювала успіх як авторка любовних повістей, театральних п'єс, романів, віршів.
Афра Бен померла 16 квітня 1689 року, похована у Вестмінстерському абатстві.

## Творчість

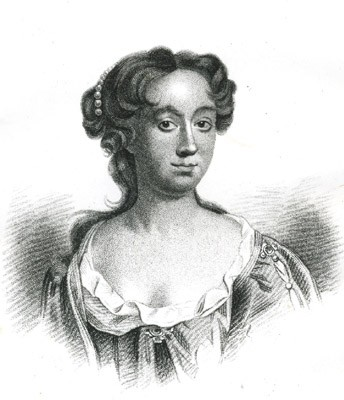
Портрет Афри Бен

Багато з п'єс Афри Бен пройняті, в дусі літератури часів Реставрації, відвертою еротикою; деякі з них є переробленнями раніших творів. Велику славу їй принесли прозові твори: сатиричні й любовні новели, романи «Любовне листування дворянина та його сестри» (Love-Letters Between a Nobleman and His Sister, 1684) і «Оруноко або Царствений раб» (Oroonoko, or the Royal Slave, 1688), що вважається вершиною її творчості.
Головний герой «Оруноко» розвиває традиції галантного роману, — чорношкірий принц Оруноко, що вирушає в Новий Світ на пошуки проданої в рабство коханої Імоінди й заради любові до неї сам стає невільником. Не винісши жорстокого поводження, він підіймає рабське повстання, під час якого гине Імоінда. Схоплений рабовласниками, Оруноко піддається нелюдським тортурам (які переносить зі стоїчним спокоєм) і гине. Образ Оруноко вважається одним з ранніх зразків «шляхетного дикуна» в європейській літературі.

## Визнання
До початку XX століття творчість Афри Бен була майже невідома широкому читацькому колу. Одним з перших критиків Бен був поет Олександр Поуп, який вважав її творчість легковажною (сама письменниця вміло захищалася від його звинувачень).
Становище змінилось у 1913 році з виходом зібрання творів Афри Бен, підготовленого Монтег'ю Саммерсом. З цього моменту популярність її творів починає стрімко наростати, особливо завдяки Вірджинії Вулф, що високо їх оцінювала; за її словами, Афра Бен «добилася для жінок права висловлювати свої думки».
Починаючи з 1960-х років інтерес до творчості Бен переживає справжній бум: її творам присвячується величезна кількість робіт, вони вивчаються в університетах, визнаються класикою англійської літератури.
Особливу увагу до Афри Бен демонструють критики/ні й письменниці феміністських поглядів. Найбільш популярним об'єктом досліджень та критичних інтерпретацій став роман «Оруноко», у якому виокремлюють теми рабства, раси й колоніалізму.